# Echeng
Echeng (en chino, 鄂城; pinyin, Èchéng; Wade-Giles, o ch'eng) es un distrito urbano bajo la administración directa de la Prefectura Ezhou  en la Provincia de Hubei, República Popular China.  Su área es de 607 km² y su población total para 2010 superó los 670 mil habitantes. 
Es el centro administrativo, económico y cultural de Ezhou.

## Administración
Desde junio de 2023, el Distrito Echeng   se divide en 14 pueblos que se administran en 4 subdistritos, 9   poblados y 1 villa.